# Этоль (Приморская Шаранта)
Это́ль (фр. Étaules) — коммуна во Франции, находится в регионе Новая Аквитания. Департамент коммуны — Приморская Шаранта. Входит в состав кантона Ла-Трамблад. Округ коммуны — Рошфор.
Код INSEE коммуны — 17155.

## Население
Население коммуны на 2010 год составляло 2358 человек.
| 1962 | 1968 | 1975 | 1982 | 1990 | 1999 | 2010 |
| ---- | ---- | ---- | ---- | ---- | ---- | ---- |
| 1290 | 1295 | 1262 | 1316 | 1413 | 1595 | 2358 |